# Georgia Taylor
Georgia Taylor (Wigan, 26 februari 1980), geboren als Claire Jackson, is een Britse actrice.

## Biografie
Taylor leerde het acteren in haar tienerjaren aan de Willpower Youth Theatre in Wigan.
Taylor begon in 1988 met acteren in de televisieserie Sooty & Co., waarna zij nog meerdere rollen speelde in televisieseries en films. Zij is vooral bekend van haar rol als Toyah Battersby in de televisieserie Coronation Street waar zij al in 724 afleveringen speelde (1997-2003, 2016-heden), en van haar rol als Ruth Winters in de televisieserie Casualty waar zij in 176 afleveringen speelde (2007-2011). In 2001 won zij met haar rol in Coronation Street een British Soap Awards in de categorie Beste Dramatische Optreden.
Taylor heeft al een langdurige relatie met acteur Mark Letheren, die zij heeft leren kennen in de televisieserie Casualty.

## Filmografie

### Films
Uitgezonderd korte films.
- 2008 The Bank Job - als Ingrid Burton
- 2006 The History Boys - als Fiona
- 2006 Viva Blackpool - als Shyanne Holden

### Televisieseries
Uitgezonderd eenmalige gastrollen.
- 1997-2003, 2016-heden Coronation Street - als Toyah Battersby - 1180+ afl.
- 2013-2014 Law & Order: UK - als assistent-officier van justitie Kate Barker - 14 afl.
- 2007-2011 Casualty - als Ruth Winters - 176 afl.
- 2006-2007 Life on Mars - als Denise Williams - 2 afl.
- 2004 Blackpool - als Shyanne Holden - 6 afl.